# 梅山恋和
梅山 恋和（うめやま ここな、2003年〈平成15年〉8月7日 - ）は、日本の女優、タレント、元アイドル、元ファッションモデルであり、女性アイドルグループNMB48および派生ユニットLAPIS ARCHの元メンバー。
大阪府出身。エッグマン所属。

## 略歴

### NMB48時代
2016年
- NMB48第5期生オーディション最終審査合格。6月28日、NMB48劇場おいて、NMB48第5期研究生の1人としてお披露目された[4]。
- 10月14日、NMB48 研究生「届かなそうで届くもの」公演で公演デビュー。
- 10月18日、「大組閣（チーム再編成）」により、チームN専属の研究生となる[5]。

2017年
- 2月15日、チームN 4th Stage「目撃者」公演に初出演。
- 7月26日 、NMB48カトレア組「ここにだって天使はいる」公演に初出演。
- 10月12日、正規メンバーへの昇格とチームN所属が発表される[6]。

2018年
- 2月19日、NMB48の18thシングル『欲望者』で、シングル表題曲選抜メンバーとして初めて選出されたことが発表される[7]。

2019年
- 1月1日、「大組閣」により、チームBIIへの異動が発表される[8][9]。
- 2月11日、『坂道AKB』第3弾のメンバーに選抜される。最年少メンバー。NMB48から初の選出[10][11][12][13]。
- 3月12日、チームBII 5th Stage「2番目のドア」公演初日に出演[14]。同公演の2回目公演（3月17日）にて初の公演センターを務める。
- 5月13日、朝日放送テレビで放送されたドラマ『第1話』「ヒーロー少女可憐Flower」Flower役でTVドラマ初主演[15]。
- 8月27日、AKB48の56thシングル『サステナブル』収録曲『モニカ、夜明けだ』（48グループNEXT12 名義）で、最年少ながら山内瑞葵と共にWセンターを務めることが発表された[16]。NMB48名義も含めて初のセンター楽曲となる。
- 12月15日、NMB48劇場 で行われた特別公演に出演し、上西怜・山本彩加との3人組ユニット「LAPIS ARCH」（ラピスアーチ）結成が発表される[17][18] 。

2020年
- 1月25日、東京ドームシティホールにおいて、初のソロコンサート『NMB48梅山恋和ソロコンサート～笑梅繁盛で餅もって恋!～』を開催[19][20]。約3，000人のチケットは前売りで完売、当日販売グッズも全種完売し、大成功を収めた[21]。
- 2月14日、COOL JAPAN PARK OSAKA WWホールにおいて、LAPIS ARCHの初コンサート『LAPIS ARCH Valentine LIVE 2020 ~Sweet & Bitter Youth~』を開催[22][23]。
- 2月29日、『第30回 東京ガールズコレクション 2020』に出演。新型コロナウイルス感染拡大の影響で無観客開催となったが、初のランウェイを経験した[24]。
- 3月29日、NMB48の23rdシングル『だってだってだって』で、センターに初めて選出されたことが発表される（山本彩加とのWセンター）。NMB48の歴代最年少のシングル表題曲センターとなる[注 1][25][26]。
- 11月13日、MBSラジオ『NMB48のTEPPENラジオ』にゲスト出演し、卒業する吉田朱里からレギュラーパーソナリティを引き継ぐことが発表される。ラジオ番組初レギュラー[27]。
- 12月21日、テレビ埼玉『いたくろここなのオンとオフ』にレギュラー参加することが発表される。テレビ番組初レギュラー[28][29][30]。

2021年
- 4月19日、NMB48 25thシングル『シダレヤナギ』で、8回連続の選抜入り[31]。TYPE-Aに収録される「落とし穴」で初めて全体曲の単独センターを務める[32]。
- 5月2日、白間美瑠プロデュース「大阪魂、捨てたらあかん」みっくすじゅーす公演初日に出演し、初めて定例公演の正センターを務める。
- 7月11日、Zepp Osaka Baysideで開催された「NMB48 ここにだって天使はいる公演 2021」にてセンターを務めた[33]。卒コンを除いたNMB48選抜メンバーのライブでは、渡辺美優紀・山本彩・白間美瑠に次いで4人目のセンターとなる。
- 8月15日、「NMB48 白間美瑠卒業コンサート ～みるるん、さるるん、ありがとう♡～」にて1期生全員卒業後の「青春のラップタイム」のセンターを務めた[34]。その後11月3日の「NMB48 11th Anniversary LIVE」でもセンターを務めており、卒コンを除いたNMB48の代表的なコンサートでセンターを務めるのは、山本彩・白間美瑠に次いで3代目となる。

2022年
- 1月1日、「2022 新春組閣発表」において、チームMへの異動と2月23日発売のNMB48の26thシングル『恋と愛のその間には』で3作ぶりにセンターを務めることが発表された（上西怜とのWセンター）[35][36]。NMB48のシングル表題曲センターを2曲以上務めるのは歴代5人目で、1期生以外では初となる[注 2]。
- 1月5日、白間美瑠プロデュース「大阪魂、捨てたらあかん」みっくすじゅーす公演で、NMB48を卒業することを発表[37][38]。
- 1月16日、NMB48の26thシングル『恋と愛のその間には』に初めてのソロ楽曲『秘密日記』が収録されることが発表された[39]。NMB48史上11人目のソロ楽曲となる[注 3]。ソロ楽曲の卒業ソングがカップリングされるシングルのセンターを務めるのはNMB48史上7人目（「NMB48#センターポジション」記事参照）。
- 1月18日、「成年年齢引下げに伴う消費者教育全力」キャンペーンの一環として消費者庁若宮大臣を表敬訪問[40][リンク切れ]。
- 2月11日、チームM 4th Stage「恋は突然やってくる」公演初日に出演[41]。上西怜とWセンターを務める。
- 3月17日、1st写真集『恋する人』発売[42][注 4]。
- 3月26日、ロームシアター京都にて「NMB48 梅山恋和 卒業コンサート ～恋のおまじないが解ける前に～」を開催[44][45][46]。
- 4月4日、チームM 4th Stage「恋は突然やってくる」梅山恋和卒業公演を開催（同日をもって、NMB48としての活動を終了）[47][48][49]。

### NMB48卒業後
2023年
- 1月11日、芸能活動を再開させ、同日ファンクラブ「COCO.charm©」を開設し[50]、3月31日にはイベント「COCO.charm© 1stイベント」を開催することを、自身のInstagramにて発表した[51][52][53]。
- 5月24日、初の連続テレビドラマ「アイドルだった俺が、配達員になった。」への出演を発表（2023年7月より放映）[54]。
- 7月28日、初舞台「スタッフ・ルーム」主演を発表（2023年9月22-24日に開催）[55]。
- 8月6日、初映画「ARAKAWA UNDER 9 -Episode1-」出演を発表（2023年11月公開）[56][57]。
- 8月24日、公式ホームページを開設[3]。

2024年
- 2月3日、初主演映画「コーヒーが苦いのは君のせい」出演を発表（2024年4月21日イーグレ姫路にて先行公開、2024年春公開）[58][59][60]

## 人物
- 愛称は、ココナ[1]。
- キャッチフレーズは、「恋のおまじない (ゴーゴーセブン!) ここで和んで (ここなー!) ありがとうございます。大阪府出身、中学1年生 12歳、ゴーゴーセブン、ここなこと梅山恋和です」[1]。
- 笑うと無くなる目が特徴である。
- 公式ニックネームは、「ココナ」[1]。メンバーやファンからは「おここ」とも呼ばれている。一人称は「ここ」。
- 名前のアルファベット表記は “Umeyama Cocona”、または “Cocona Umeyama” である。
- 将来の夢は、モデル、女優[1]。2019年から「LARME」や「Ray」など、女性ファッション雑誌のモデルとしても頻繁に活動している。
- 好きな食べ物は、おもち、焼肉[1]。
- 趣味は、食べ歩き[1]。
- 特技は、首フラフープ[1]。

## イベント
- COCO.charm© 1stイベント（2023年3月31日、shibuya eggman）
- 梅山恋和バースデーイベント「1×20」（2023年8月7日、OSAKA MUSE）

## コンサート
- NMB48 梅山恋和 ソロコンサート 〜笑梅繁盛で餅もって恋!〜（2020年1月25日、TOKYO DOME CITY HALL）[61][62][63]
- LAPIS ARCH Valentine LIVE 2020 〜Sweet & Bitter Youth〜（2020年2月14日、COOL JAPAN PARK OSAKA WWホール）[23] - LAPIS ARCHとして開催
- NMB48 FIRST ONLINE LIVE 2020 ～Power of LAPIS ARCH～（2020年8月21日、新型コロナウイルス感染拡大のため無観客配信）[64] - LAPIS ARCHとして開催

## 出演

### 舞台
- スタッフ・ルーム（2023年9月22日-24日、近鉄アート館）- 「上白石萌」役（主演）
- “STRAYDOG”Produce 舞台「幸せになるために」（2024年7月11日-15日、新宿村LIVE / 8月24日-25日、in→dependent theatre 2nd）[65]
- 一騎討ちProject 第7弾公演 舞台「オサエロ -2024-」（2024年10月30日 - 11月4日、こくみん共済 coop ホール/スペース・ゼロ / 11月14日、神戸新聞松方ホール） - 坂下智子 役[66]

### 映画
- ARAKAWA UNDER 9 -Episode1-（2023年11月公開）[56][57]
- コーヒーが苦いのは君のせい（2024年4月公開） - 主演[58][59][60]

### テレビドラマ
- 第1話（2019年4月22日 - 7月7日、朝日放送テレビ・大阪チャンネル）[15]
  - #4 ヒーロー少女可憐Flower - 「Flower」役（主演）
  - #6 ジョジュと陸のあとだしミステリーファイル - 「阿笠陸」役（白間美瑠とW主演）
  - #9 IKKYU-CHAN - 「一休ちゃん」役（主演）
- 第2話 ヒーロー少女可憐Flower（2019年10月13日、大阪チャンネル） - 「Flower」役（主演）[注 5]
- 第1話 シーズン2（2020年7月26日、朝日放送テレビ・大阪チャンネル）[67]
  - #3 超感覚的知覚YURILALA - 「とおる百合ララ」役（主演）
- アイドルだった俺が、配達員になった。（2023年7月3日 - 8月20日、BSフジ）- 「渡辺未来」役[68]
- 寺西一浩サスペンス〜if〜警視庁捜査一課 剣木善治（2024年1月8日 - 2月25日、BSフジ）- 「狛江真由」役[69][70]

### バラエティ
- NMBとまなぶくん（2016年6月30日 - 2020年3月28日、関西テレビ）
- 音が出たら負け（2020年3月11日、日本テレビ）[71]
- 音いたち（2020年11月17日 - 、関西テレビ）[72]
- いたくろここなのオンとオフ（2021年1月11日 - 9月27日、テレビ埼玉）[73] - 冠番組
- 発見！仰天!!プレミアもん!!! 土曜はダメよ！（2021年6月12日 - 、読売テレビ） - レギュラー

### テレビCM
- NMB48の麻雀てっぺんとったんで!（2019年11月1日 - ）[74]
- ユニバーサル・スタジオ・ジャパン 「さあ、ユニ春！」（2020年2月1日 - ）[75]
- 蓬莱「551HORAI」（2020年10月25日 - ）[76]
- 上新電機（2021年3月13日 - ）[77]

### アプリ配信番組
- いたくろここなのオンとオフ（2021年1月14日 - 毎週木曜日更新、テレ玉モバイル） - 冠番組

### ラジオ
- NMB48のTEPPENラジオ（2020年12月4日 - 2021年10月2日、MBSラジオ） - レギュラーパーソナリティ[78]
- ハートコレクトNMB♡ supported by Joshin（2021年3月20日 - 2022年4月2日、FM OSAKA） - レギュラーパーソナリティ[79]

### ネット配信
- PumpUp！おもちちゃん #1～#12（2018年9月28日 - 2019年8月23日、ニコニコチャンネル 新YNN NMB48 CHANNEL）- 冠番組[80][81]
- COCONAROID[注 6]「ハッピーシンセサイザ 」（2020年2月28日、ニコニコチャンネル 新YNN NMB48 CHANNEL）[82]
- COCONAROID[注 6]（2020年2月28日 - 、YouTube 新YNN NMB48 CHANNEL）[83][84]
- 超十代2020 デジタル（2020年3月24日、LINE LIVE）[85] - LAPIS ARCHとして出演
- 超チャンネル対抗クイズ＆ゲームバトル@ニコニコネット超会議2020（2020年4月19日、ニコニコ生放送） - COCONAROID[注 6]として出演[86]
- Ray TV【NMB48 梅山恋和】（2020年8月5日 - 不定期更新、YouTube Ray公式チャンネル）[87][88]
- bis Channel （2020年12月11日 - 不定期更新、YouTube bis公式チャンネル）[89]
- センムと遊ぼう（2021年3月17日 - 週2回更新、YouTube 宮脇センムチャンネル）[90][91] - アシスタントとしてレギュラー出演[92]

### インターネットWEB掲載
- Heather diary（2017年11月7日 - 12月22日、2018年10月11日 - 10月30日）[93]
- LAURIER PRESS（2018年1月8日 - ）[94][95]
- titty&co. （2018年10月26日 - ）[96]
- UNEEDNOW （2019年1月23日 - ）[97][98]
- WEGO（2019年5月31日 - ）[99]
- Ray WEB（2020年3月26日 - 不定期、主婦の友社）[100]
- Walker+「ココナWalker WEB」（2020年7月21日 - 連載、KADOKAWA）[101] - 毎月更新
- bis web（2020年11月30日 - 不定期、光文社）[102]
- ar web （2021年1月6日 - 連載、主婦と生活社）[103] - 2021年1月13日より「#ビューティ」で連載、毎週水曜日更新

### イメージキャラクター
- 阪神タイガース「甲子園グルメ大使」（2021年3月2日 - ）[104]
- 上新電機「ジョーシンCMキャラクター」（2021年3月13日 - ）[105][106]
- 大阪府警「特別防犯支援官」（2020年12月14日 - ）[107]

### ファッションイベント
- 第30回 マイナビ 東京ガールズコレクション 2020 SPRING/SUMMER（2020年2月29日、国立代々木競技場第一体育館）[24]
- 関西コレクション（京セラドーム大阪）
  - 2021 SPRING & SUMMER（2021年3月7日）[108][109]
  - 2021 AUTUMN & WINTER（2021年9月5日）[110][111]

### フェス
- TOKYO IDOL FESTIVAL 2018（2018年8月4日、お台場）- カトレア組として出演[112]
- TOKYO GIRLS MUSIC FES. 2019（2019年3月31日、横浜アリーナ）[113]
- TOKYO IDOL FESTIVAL 2019（2019年8月2日、お台場）- チームBIIとして出演[114]

## 書籍

### 雑誌連載
- MARQUEE「I'm A Rock'n roll Star」（vol.127 2018年6月10日 - 、MARQUEE Inc.）[115]
- 月刊エンタメ「ココナ&れーちゃんのSPORTS CHALLENGE」（2019年2月号 - 、徳間書店）[116]
- 関西ウォーカー「ココナWalker」（2019年8月27日号 - 、KADOKAWA）[117]

### ファッション誌
- LARME（2019年5月号 - 不定期、徳間書店）[118]
- Ray（2020年5月号 - 不定期、主婦の友社）[119]
- Ray特別編集 IDOL BEAUTY BOOK（2020年7月30日 - 初号・2号連載、主婦の友社）[120][121]
- bis（2021年1月号 - 不定期、光文社）[122][123]

### 写真集
- 『恋する人』（2022年3月17日、主婦と生活社）[42][注 4]
- MOOK BOOK 『COCONA UMEYAMA -20-』（2024年1月6日）

## NMB48での参加曲

### シングル選抜曲
NMB48名義
- 「僕以外の誰か」に収録
  - 途中下車
  - 太陽が坂道を昇る頃 - 「研究生」名義
- 「ワロタピーポー」に収録
  - どこかでキスを - 「Team N」名義
- 欲望者
  - 阪急電車 - 「Team N」名義
  - Good Timing
- 僕だって泣いちゃうよ
  - 嘘つきマシーン - 「Team N」名義
- 床の間正座娘
  - アップデート - 「Team BII」名義
  - ピンク色の世界
  - 2番目のドア
- 母校へ帰れ!
  - ジュゴンはジュゴン  - 「Team BII」名義
- 初恋至上主義
  - 無限大ノック - 「Team BII」名義
- だってだってだって （山本彩加とのWセンター）
  - Be happy  - 「Team BII」名義
  - 好きになってごめんなさい  - 「LAPIS ARCH」名義
- 恋なんかNo thank you!
  - アイラブ豚まん（センター）
  - 青春念仏 - 「Team BII」名義（センター）
- シダレヤナギ
  - 落とし穴（センター）
- 恋と愛のその間には（上西怜とのWセンター）
  - 秘密日記（ソロ楽曲）
  - 夢中人

AKB48名義
- 「NO WAY MAN」に収録
  - 最強ツインテール - 「U-16選抜2018」名義
- 「ジワるDAYS」に収録
  - 初恋ドア - 「坂道AKB」名義
  - 屋上から叫ぶ - 「Sucheese」名義
- 「サステナブル」に収録
  - モニカ、夜明けだ - 「48グループNEXT12」名義（山内瑞葵とのWセンター）
- 「失恋、ありがとう」に収録
  - 思い出マイフレンド - 「1st Campus」名義

### アルバム選抜曲
NMB48名義
- 『難波愛〜今、思うこと〜』に収録
  - 難波愛
  - サササ サイコー!

### 劇場公演ユニット曲
研究生「届かなそうで届くもの」公演
- スカート、ひらり

チームN 4th Stage「目撃者」公演
- おNEWの上履き
- 10クローネとパン
- フィンランドミラクル

カトレア組「ここにだって天使はいる」公演
- おNEWの上履き
- 何度も狙え!
- 100年先でも

チームBII 4th Stage「恋愛禁止条例」公演
- 真夏のクリスマスローズ

チームBII 5th Stage「2番目のドア」公演
- 初恋よ こんにちは（センター）
- クロス

チームM 4th Stage「恋は突然やってくる」公演
- 逆転王子様（センター）